# قائمة أحداث عروض مايجور ليغ ريسلينغ
هذه هي قائمة الأحداث الكبرى في اتحاد ام ال دبليو والتي تعرض بالتفصيل جميع بطاقات المصارعة المحترفة التي عقدتها مايجور ليغ ريسلينغ (MLW).
بين عامي 2018 و2025، بث اتحاد مايجور ليغ ريسلينغ مباريات مختارة من عروضه الكبرى ضمن حلقات خاصة من برنامج إم إل دبليو فيوجن، والمسلسل القصير Fusion: Alpha، وعروض MLW Underground Wrestling.
خلال عامي 2018' و2019، تم عرض أجزاء من عدة عروض كبرى، بما في ذلك العرض التمهيدي لفعالية Saturday Night SuperFight، مباشرة ضمن حلقات Fusion، في حين بثّت باقي المباريات لاحقًا بتأخير زمني.
أما بعض الأحداث الأخرى مثل:
- Battle Riot III (2021): بثت على قناة beIN Sports، بينما ظهرت بعض مباريات الحدث في Fusion: Alpha.[2]
- Fightland (2021): عرضت إحدى المباريات كحلقة خاصة عبر Vice TV، فيما ظهرت المباريات الأخرى لاحقًا ضمن Fusion: Alpha.[3]
- Battle Riot IV (2022): بث كعرض مستقل يعادل عروض دفع مقابل المشاهدة.[2]

في 2024، بدأ الاتحاد بنقل أحداثه الشهرية الكبرى مباشرة عبر يوتيوب، بدءًا من Battle Riot VI، في خطوة نحو توسيع البث المجاني للجماهير العالمية.

## أحداث السوبركارد الماضية

### 2002
| تاريخ العرض | اسم العرض  | القاعة المستضيفة للعرض            | الموقع                  | الحدث الرئيسي                    |
| ----------- | ---------- | --------------------------------- | ----------------------- | -------------------------------- |
| 15 يونيو    | جينيسيس    | قاعة الفايكينغ                    | فيلاديلفيا، بنسيلفينيا  | شين دوغلاس ضد تايو كيا ضد فمبيرو |
| 26 سبتمبر   | ري لود     | مركز مانهاتن                      | مدينة نيويورك ، نيويورك | ساتوشي كوجيما ضد جيري لين        |
| 20 ديسمبر   | ملك الملوك | قاعة فورت لودرديل التذكارية للحرب | فورت لودرديل ، فلوريدا  | ساتوشي كوجيما ضد فمبيرو          |

### 2003
| تاريخ العرض | اسم العرض             | القاعة المستضيفة للعرض            | موقع                   | الحدث الرئيسي |
| ----------- | --------------------- | --------------------------------- | ---------------------- | --- |
| 9 مايو      | ريفيلوشانس            | تابو نايت كلوب                    | أورلاندو فلوريدا       | تيري فونك ضد ستيف كورينو |
| 20 يونيو    | هيبيرد هيل            | قاعة فورت لودرديل التذكارية للحرب | فورت لودرديل ، فلوريدا | تيري فونك ضد ستيف كورينو |
| 26 يوليو    | رايز اوف ذا رينيجاديس | تابو نايت كلوب                    | أورلاندو فلوريدا       | د.ديث ستيف ويليامز وساندمان ضد اكستريم هورسمين (سي دبليو أندرسون وسيمون دياموند )                                                                                       |
| 22 أغسطس    | سامر ابوكاليبس        | مدرج سانت بطرسبرغ                 | سانت بطرسبرغ ، فلوريدا | جيري لولر ضد تيري فونك |
| 19 سبتمبر   | ألعاب الحرب           | قاعة فورت لودرديل التذكارية للحرب | فورت لودرديل ، فلوريدا | ذا فوكين 'ارمي ( بيل الفونسو، سابو ، ستيف واليام، تيري فونك وساندمان )ضد ذا اكستريم هورسمين ( بي جي واكر وباري ويندهام، سي دبليو اندرسون وسايمون دايموند وستيف كورينو ) |

## العودة

### 2017
| تاريخ العرض | اسم العرض      | القاعة المستضيفة للعرض | الموقع           | الحدث الرئيسي                                       |
| ----------- | -------------- | ---------------------- | ---------------- | --------------------------------------------------- |
| 5 أكتوبر    | وان شات        | جيلت نايت كلوب         | أورلاندو فلوريدا | شين ستريكلاند ضد ريكوشيه                            |
| 7 ديسمبر    | نيفير ساي نيفر | جيلت نايت كلوب         | أورلاندو فلوريدا | داربي ألين وجيمي هافوك ضد جون هنيجان وشين ستريكلاند |

### 2018
| تاريخ العرض | اسم العرض               | القاعة المستضيفة للعرض            | الموقع                          | الحدث الرئيسي |
| ----------- | ----------------------- | --------------------------------- | ------------------------------- | --- |
| 11 يناير    | زيرو اور                | جيلت نايت كلوب                    | أورلاندو فلوريدا                | جيمي هافوك ضد شين ستريكلاند |
| 8 فبراير    | الطريق إلى بطولة العالم | جيلت نايت كلوب                    | أورلاندو فلوريدا                | داربي ألين ضد سامي كالهان |
| 8 مارس      | سبيرينج بريك            | جيلت نايت كلوب                    | أورلاندو فلوريدا                | جوي جانيلا ضد داربي الين |
| 12 أبريل    | نهائي بطولة العالم      | جيلت نايت كلوب                    | أورلاندو فلوريدا                | شين ستريكلاند ضد مات ريدل |
| 3 مايو      | انتيميداتيشن جيمز       | جيلت نايت كلوب                    | أورلاندو فلوريدا                | شين ستريكلاند ضد بنتاغون جونيور |
| 19 يوليو    | باتل رايوت              | قاعة ميلروز                       | كوينز ، مدينة نيويورك ، نيويورك | 40 رجل باتل رايوت |
| 6 سبتمبر    | ألعاب الحرب             | قاعة فورت لودرديل التذكارية للحرب | فورت لودرديل ، فلوريدا          | بارينغتون هيوز، جون هينيغان ، كوتو برازيل، شين ستريكلاند وتومي دريمر ضد.فريق ( ابيس ، جيمي هافوك، سامي كاليهان وآلات الموت (ليون سكوت وسوير فولتون ) |
| 4 أكتوبر    | فيوري رود               | قاعة ميلروز                       | كوينز ، مدينة نيويورك ، نيويورك | لا بارك ضد بي سي او |
| 8 نوفمبر    | أرض القتال              | استاد شيشرون                      | شيشرون ، إلينوي                 | لوشا براذرز (البنتاغون جونيور وري فينيكس ) (برفقة / كوننان ) ضد لا بارك وايل هيخو دي لابارك                                                          |
| 13 ديسمبر   | نيفير ساي نيفير         | معبد الطقوس الاسكتلندية           | ميامي، فلوريدا                  | تيدي هارت ضد البنتاغون جونيور |
| 14 ديسمبر   | زيرو اور                | معبد الطقوس الاسكتلندية           | ميامي، فلوريدا                  | لو كي ضد كونان |

### 2019
| تاريخ العرض | اسم العرض            | القاعة المستضيفة للعرض  | الموقع                        | الحدث الرئيسي             |
| ----------- | -------------------- | ----------------------- | ----------------------------- | ------------------------- |
| 2 فبراير    | سوبر فايت            | 2300 ارينا              | فيلاديلفيا، بنسيلفينيا        | لو كي ضد توم لولور        |
| 2 مارس      | أنتيميداتيشين جيمز   | استاد شيشرون            | شيشرون، إلينوي                | توم لولور ضد لو كي        |
| 4 أبريل     | رايز اوف ذا رنيجاديز | قاعة ميلروز             | كوينز، مدينة نيويورك، نيويورك | لا بارك ضد بنتاغون جونيور |
| 5 أبريل     | باتل رايوت 2         | قاعة ميلروز             | كوينز، مدينة نيويورك، نيويورك | 40 رجل باتل رايوت 2       |
| 1 يونيو     | فيوري رود 2019       | مركز معارض مقاطعة ويكشا | وكيشا ، ويسكونسن              | مانس وارنر ضد سامي كالهان |

## 2024
| التاريخ       | اسم العرض              | القاعة         | المدينة                | الحدث الرئيسي                                           |
| ------------- | ---------------------- | -------------- | ---------------------- | ------------------------------------------------------- |
| 18 مايو 2024  | Fury Road (2024)       | Cicero Stadium | Cicero، إلينوي         | ساتوشي كوجيما (بطل العالم) ضد 1 Called Manders          |
| 1 يونيو 2024  | Battle Riot VI         | Center Stage   | أتلانتا، جورجيا        | مات ريدل يفوز بمعركة Riot ويحصل على فرصة على لقب العالم |
| 12 يوليو 2024 | Blood & Thunder (2024) | The Coliseum   | سانت بيترسبرغ، فلوريدا | عرض مباشر عبر يوتيوب                                    |

## 2025
| التاريخ      | اسم العرض       | القاعة                | المدينة               | الحدث الرئيسي                               |
| ------------ | --------------- | --------------------- | --------------------- | ------------------------------------------- |
| 5 أبريل 2025 | Battle Riot VII | Thunder Studios Arena | لونغ بيتش، كاليفورنيا | عرض Riot السنوي – عودة الحدث إلى كاليفورنيا |

- قائمة ECW والأحداث الدفع لكل عرض
- قائمة أحداث الدفع لكل عرض من حلقة الشرف
- قائمة الأحداث تأثير المصارعة الدفع لكل عرض
- قائمة الأحداث NJPW الدفع لكل عرض
- قائمة أحداث الدائرة المغلقة NWA / WCW وأحداث الدفع لكل عرض
- قائمة أحداث الدفع لكل عرض WWE

## روابط خارجية
- MLW.com